# Радиоекологија
Радиоекологија је грана екологије која се бави проучавањем утицаја радиоактивних супстанци у животној средини, што обухвата истраживање механизама миграције радиоактивних материја кроз различите екосистеме (атмосфера, земљиште, вода, ваздух) и ланац исхране. Радиоекологија је мултидисциплинарна наука која обједињује друге научне дисциплине као што су физика , хемија , математика, биологија, медицина, екологија итд., примењујући концепте заштите од зрачења . Радиоеколошка истраживања чине основу за процену доза и процену последица радиоактивног загађења (контаминације) на здравље људи, а заснивају се на узорковању, експериментима у природи и лабораторијама, изради предвиђања и симулационих модела, дозиметрији итд.

## Назив
Термин радиоекологија и његову дефиницију први пут су увели симултано 1956. E. P. Odum  и A. M. Kuzin и A. A. Peredelsky у тадашњем СССР-у.

## Историја
Радиоекологија се као засебна наука појавила крајем 19. века, непосредно након  што је Вилхелм Конрад Рендген 1895. године открио Х зраке, Антоан Анри Бекерел 1896. године открио феномен радиоактивности, а Марија Склодовска Кири 1898. године идентификовала и описала природне радиоактивне елементе полонијуна и радијума. Прва научна  истраживања везана уз радиоекологију односила су се на дисперзију и миграцију природних радионуклида кроз прехрамбени ланац у околину и проучавање односа и утицаја природног основног јонизујућег зрачења на развој биота на Земљи.
Када је вштачко радиоактивно загађење Земљине околине настало након тестирањем нуклеарног оружја током Другог светског рата, радиоекологија је постала истакнута тема јавне расправе све до 1980-их. Часопис за радиоактивност животне средине био је прва збирка литературе о овој теми, а његн почетак је био тек 1984. године.
Како је потреба за изградњом нуклеарних електрана расла, постало је неопходно да човечанство разуме како радиоактивни материјал ступа у интеракцију са различитим екосистемима како би се спречио или минимизирао потенцијална штета. 
Последице Чернобила биле су прво веће коришћење радиоеколошких техника у борби против радиоактивног загађења из нуклеарне електране.  Прикупљање радиоеколошких података из чернобилске катастрофе обављено је приватно. Независни истраживачи су прикупили податке о различитим нивоима доза и географским разликама међу погођеним подручјима, омогућавајући им да извуку закључке о природи и интензитету штете коју је катастрофа проузроковала екосистемима.
Ове локалне студије биле су најбољи расположиви ресурси за обуздавање ефеката Чернобила, али су сами истраживачи препоручили кохезивније напоре између суседних земаља како би се боље предвидела и контролисала будућа радиоеколошка питања, посебно имајући у виду текуће претње тероризма тог времена и потенцијалну употребу „прљаве бомбе“.  Јапан се суочио са сличним проблемима када се догодила нуклеарна катастрофа у Фукушими, пошто је његова влада такође имала потешкоћа у организовању колективних истраживачких напора.
Међународна радиоеколошка конференција одржана је први пут 2007. године у Бергену, Норвешка.  Европски научници из различитих земаља су се залагали за заједничке напоре у борби против радиоактивности у животној средини три деценије, али су владе оклевале да покушају са овим подвигом због тајности нуклеарних истраживања, пошто су технолошки и војни развоји остали конкурентни.

## Радиоеколошке области
У истраживању радиоекологија користи алате основних научних области као што су:
- радиохемија,
- радиобиологија,
- познавање екологије и хемије животне средине,
- нумеричко моделирање итд.

Иако интерес радиоекологије није ограничен само на индустрију уранијума, она се примарно бави изучавањем активности у нуклеарној индустрији (од ископавања руде уранијума до њене прераде), употребом у нуклеарним електранама и одлагања радиоактивног отпада .  
Радиоекологије је настала као одговор на све већу концентрацију радионуклида у животној средини након тестирања нуклеарног оружја и великих нуклеарних несрећа . Док се у почетку у  радиоекологије бавила  примарним ефектима зрачења на човека (заштита од зрачења и радиобиологија ), у наредном периоду било је простора и за опис и истраживање понашања радионуклида у односу на животну средину.
Радиоекологија се данас бави основним питањима: миграцијом радионуклида у појединим компонентама животне средине (у земљишту, води,...) као и њиховим трансфером унутар екосистема ( нпр. уношење у биљке, улазак у ланац исхране), и бави се и судбином радионуклида у оквиру малих и великих геохемијских циклуса (транспорт радионуклида у стратосфери након тестирања нуклеарног оружја, након удеса у нуклеарним електранама, током трошења гомила након експлоатације уранијума).
Што се тиче утицаја зрачења на биоценозу , у фокусу интересовања   радиоекологије је хронично дејство ниских доза радијације, чије ће се последице осетити након извесног времена на нивоу опште популације.

## Примена
Стечена знања  радиоекологије користе  у решавању еколошких утицаја могућих нуклеарних удеса. Специфичност овог приступа је у томе што се бави већим површинама контаминираним радиоактивним падавинама, нпр. санација земљишта на великом простору, прерада веће количине контаминиране биомасе, процена у оквиру ЕИА (Environmental Impact Assesment) када се пушта у рад нова опрема и др.

## Значајни радиоеколошких проблема
Значај радиоекологије расте са повећањем концентрације вештачких радионуклида у животној средини. Од краја 1990-их година  све се више пажње поклања се природној радиоактивности, коју је у животну средину унела људска активност. Према обиму контаминације, радиоеколошки догађаји се могу поделити на локалне и глобалне. То је догађај са становишта радиоекологије само када радиоактивност доспе у околину и самим тим ван човекове контроле. Миграција радионуклида може бити узрокована примарном експлозијом, или накнадним транспортом кроз воду, ветар или организме.

### Локални догађаји:
- дисперзија нуклеарног материјала (углавном плутонијума),
- несреће током производње радиоактивних материјала
- санација површина након хемијског вађења уранијума

- санација јаловине након дубоког ископавања уранијума,
- санација отпада током нормаланог рад нуклеарних објеката.

### Глобални догађаји
- Несрећа у нуклеарној електрани у Чернобиљу (1986, Чернобилска несрећа,
- Несрећа у нуклеарној електрани Фукушима 2011,
- Тестирање нуклеарног оружја.